# 晩翠駅

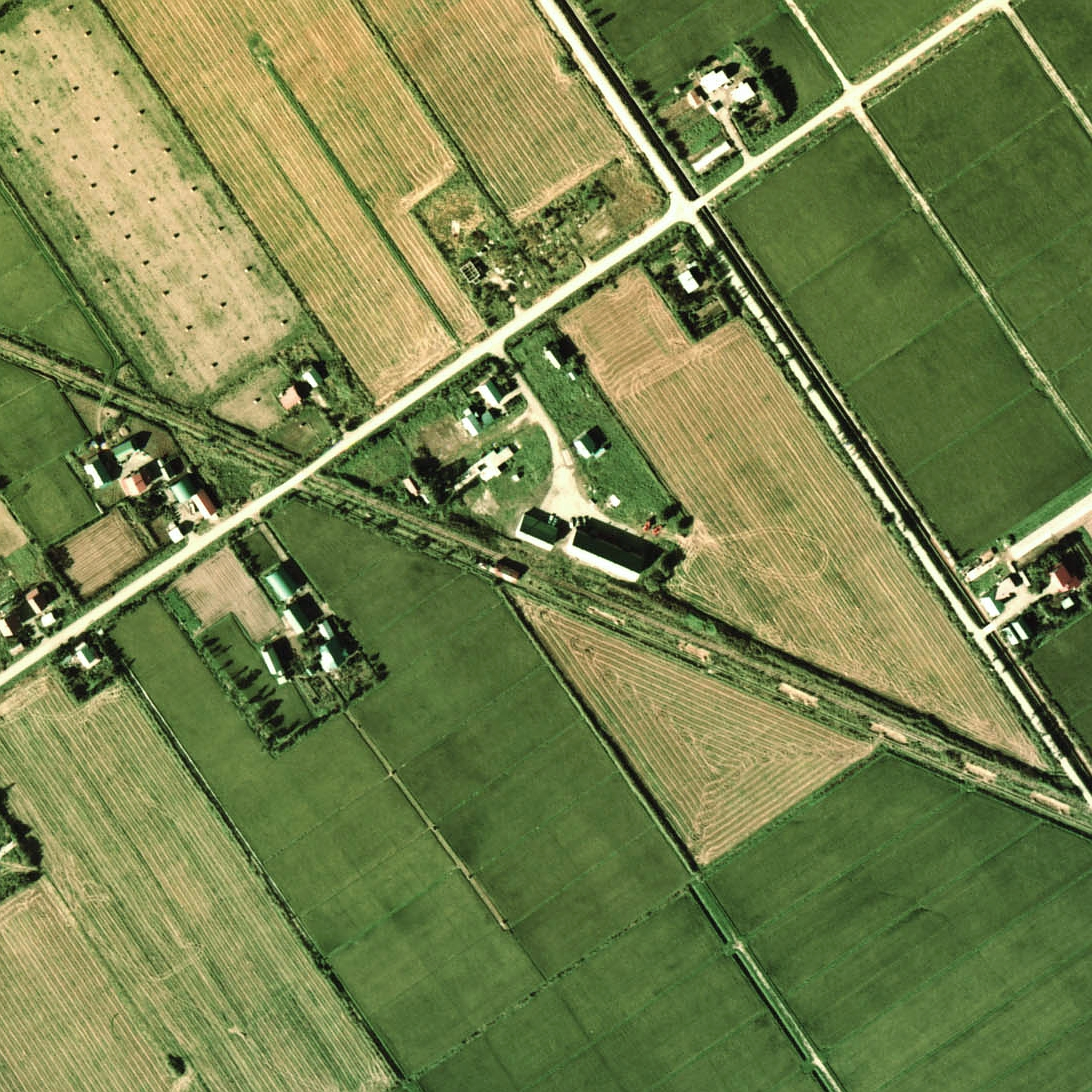
1976年の晩翠駅跡と周囲500 m範囲。右が栗山方面。

晩翠駅（ばんすいえき）は、北海道空知郡南幌町にあった夕張鉄道の駅（廃駅）である。夕張鉄道線の廃止に伴い1975年に廃止された。

## 歴史
- 1930年（昭和5年）11月3日：開業。
- 1974年（昭和49年）4月1日：旅客営業休止。
- 1975年（昭和50年）4月1日：廃止。

## 駅構造
単式ホーム1面1線の地上駅だった。ホームや建屋は高床式の構造に似ていて、全て木造で建築されていた。
駅横に農協穀物倉庫があったため、通称「きらら街道」交差点（信号機のある地点）辺りから、農協倉庫側への引込み線があり、晩翠駅の見た目は1面2線のように見える（参考写真の夕鉄26号機中央左を参照）。

## 駅周辺
周辺は農業地帯だが、鉄道廃止後は札幌圏の拡大により工業団地などが造成されている。駅跡を示す標柱が南幌町により設置されている。
当時の線路跡はそのまま生活道路となり、通称「きらら街道」（正式名；空知南部広域農道）と呼ばれ、江別市上江別 - 岩見沢市栗沢町（旧：栗沢町）近郊までを結んでいる。
当時の駅舎とホームは線路の南側（江別市方面向き）となっていた。駅裏（岩見沢市・栗沢町向き）は空き地になっており、そこを取り囲むように数軒の民家やコンクリート工場、農林水産省北海道食糧事務所南幌出張所晩翠検査場及び農協倉庫2棟（レンガ造り・木造鉄板張り、各1棟）があった。現在の駅裏空き地周辺には民家はなく、自動車整備工場と農協倉庫が残るのみである。
- 夕鉄バス「晩翠」停留所
- 南幌温泉

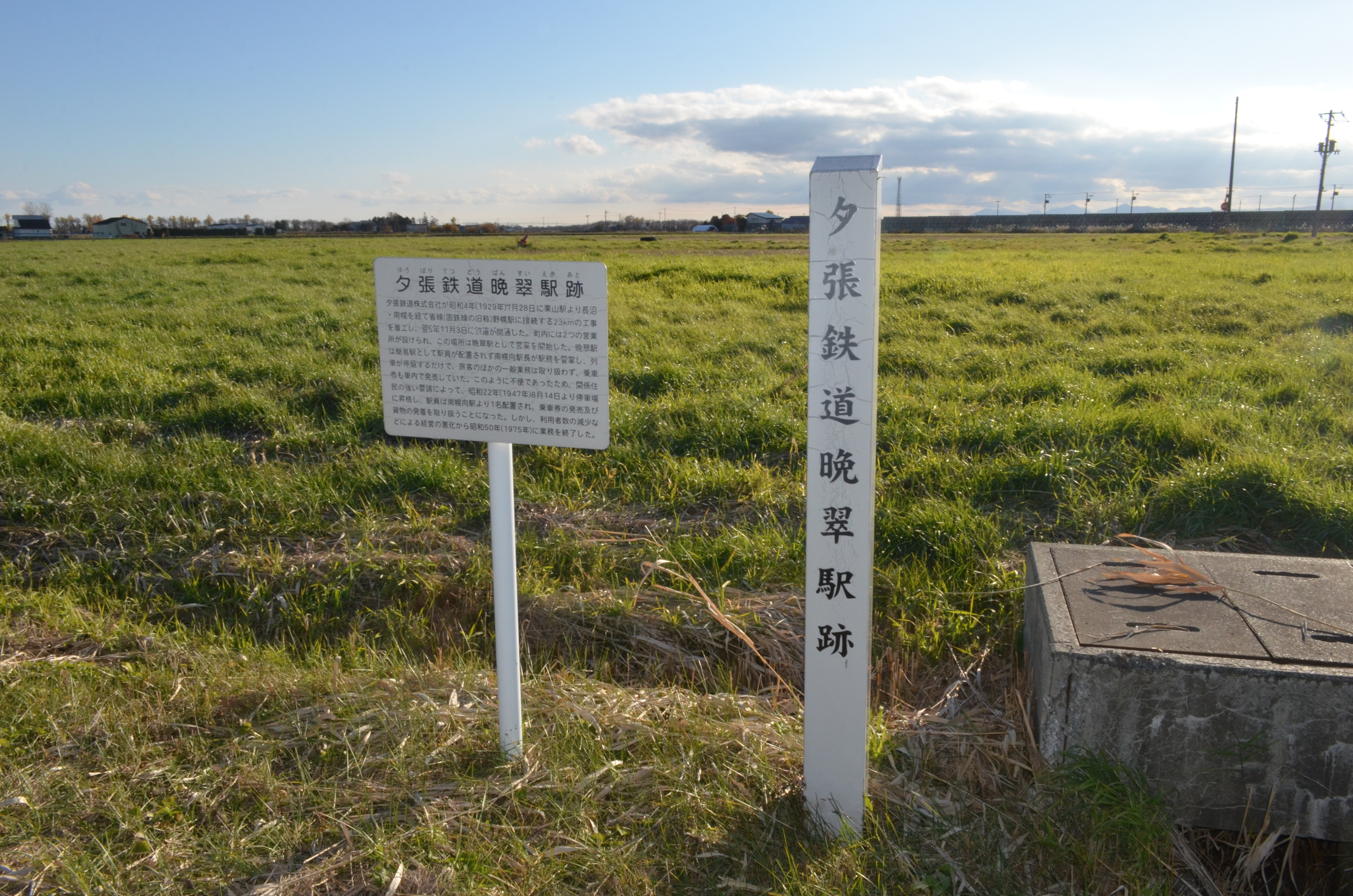
晩翠駅跡（2021年11月）

## 隣の駅
夕張鉄道
夕張鉄道線
下の月駅 - 晩翠駅 - 南幌駅